# Chatignonville
Chatignonville is een gemeente in het Franse departement Essonne (regio Île-de-France) en telt 59 inwoners (2009). De plaats maakt deel uit van het arrondissement Étampes.

## Geografie
De oppervlakte van Chatignonville bedraagt 5,1 km², de bevolkingsdichtheid is dus 11,6 inwoners per km².
De onderstaande kaart toont de ligging van Chatignonville met de belangrijkste infrastructuur en aangrenzende gemeenten.

## Demografie
Onderstaande figuur toont het verloop van het inwonertal (bron: INSEE-tellingen).